# Gelatinipulvinella
Gelatinipulvinella es un género de hongos en la familia Leotiaceae. Es un género monotípico, y contiene la especie Gelatinipulvinella astraeicola.